# Banco de Albania
El Banco de Albania (en albanés: Banka e Shqipërisë) es el banco central de Albania. Tiene su sede central en Tirana. El gobernador es Gent Sejko desde el 5 de febrero de 2015.